# John Archer (athlétisme)
Pour les articles homonymes, voir John Archer et Archer (homonymie).
John Archer, né le 10 août 1921 et mort le 29 juillet 1997, est un ancien athlète britannique qui a été champion d'Europe sur 100 m en 1946.

## Biographie
Aux Jeux olympiques d'été de 1948 à Londres, il a remporté la médaille d'argent en relais 4 × 100 m avec ses compatriotes Alastair McCorquodale, John Gregory et Kenneth Jones.

## Palmarès

### Jeux olympiques d'été
- Jeux olympiques d'été de 1948 à Londres (Royaume-Uni)
  -  Médaille d'argent en relais 4 × 100 m

### Jeux de l'Empire britannique
- Jeux de l'Empire britannique 1950 à Auckland (Nouvelle-Zélande)
  - éliminé en demi-finale sur 100 yard
  - éliminé en demi-finale sur 220 yard
  -  Médaille d'argent en relais 440 yard

### Championnats d'Europe d'athlétisme
- Championnats d'Europe d'athlétisme de 1946 à Oslo (Norvège)
  -  Médaille d'or sur 100 m
  - 6e sur 200 m